# 엘니뇨 남방진동

1876년부터 2025년까지의 남방진동 지수.

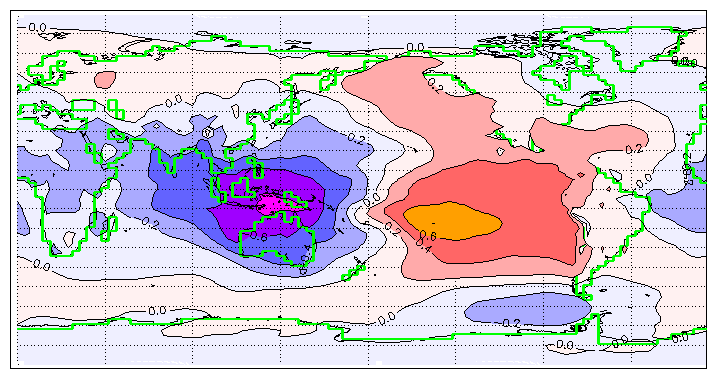
평균 해수면 기압과 관련지어 표시한 남방진동 지수.

엘니뇨 남방진동(El Niño–Southern Oscillation, ENSO)은 열대 동태평양에서의 바람과 해수면 온도의 불규칙적인 주기적 변동으로, 열대 및 준열대 지역 다수의 기후에 영향을 준다. 해수면 온도가 상승하는 현상은 엘니뇨, 하강하는 현상은 라니냐라고 부른다. 남방진동은 해수면 온도의 변화로 인한 대기 상의 변화로, 엘니뇨 시에는 서태평양의 기압이 높아지고, 라니냐 시에는 기압이 낮아진다. 두 주기는 각각 몇 달 가량 이어지고, 몇 년에 한 번씩 발생하는데 주기에 따라 세기는 달라진다.
두 주기는 20세기 초 길버트 워커가 발견한 워커 순환과 관련이 있다. 워커 순환은 동태평양에 고기압, 인도네시아 지역에 저기압이 형성되며 발생하는 기압 경도력이 원인이다. 워커 순환이 약해지거나 방향이 반전되면 차가운 해양심층수의 용승이 감소하며, 이에 따라 해수면 온도가 평균치보다 높아지는 엘니뇨 현상이 일어난다. 반대로 워커 순환이 강해질 경우 용승이 더 많이 발생하여 라니냐가 일어난다.
진동을 일으키는 원리는 현재도 연구가 진행 중이다. 진동이 심할 경우 세계 각지에서 홍수나 가뭄 등 기상 재해가 발생하며, 특히 태평양 연안에 있으면서 경제를 농업과 수산업에 의존하는 개발도상국이 영향을 크게 받는다.

## 개요
엘니뇨 남방진동은 중립, 엘니뇨, 라니냐 세 단계를 주기적으로 반복하는 하나의 기상 현상으로, 엘니뇨와 라니냐는 해양과 대기 모두에 특정 변화가 있어야 발생한다.
통상시에는 북쪽으로 흐르는 훔볼트 해류가 남아메리카 대륙의 해안선을 따라 남극해의 차가운 해수를 적도로 나르며, 페루 앞바다에서 용승하는 해수와 합쳐져 효과가 증강된다. 무역풍은 적도를 따라 불며 동태평양의 해류를 형성하며, 동태평양에서 물이 빠져나감에 따라 자리를 매꾸기 위해 용승이 일어나 표면이 차가워진다. 해류를 따라 흐르는 차가운 해수는 적도상에서 움직이며 태양열을 받아 서서히 가열된다. 이로 인해 서태평양의 해수면 온도는 동태평양에 비해 8–10 °C (14–18 °F) 가량 더 높다. 따듯한 바다는 대류를 촉진해, 구름의 형성과 강우를 일으킨다. 엘니뇨 시기에는 동태평양에서 차가운 해수가 사라져, 서태평양 수준으로 수온이 높아진다.

## 워커 순환

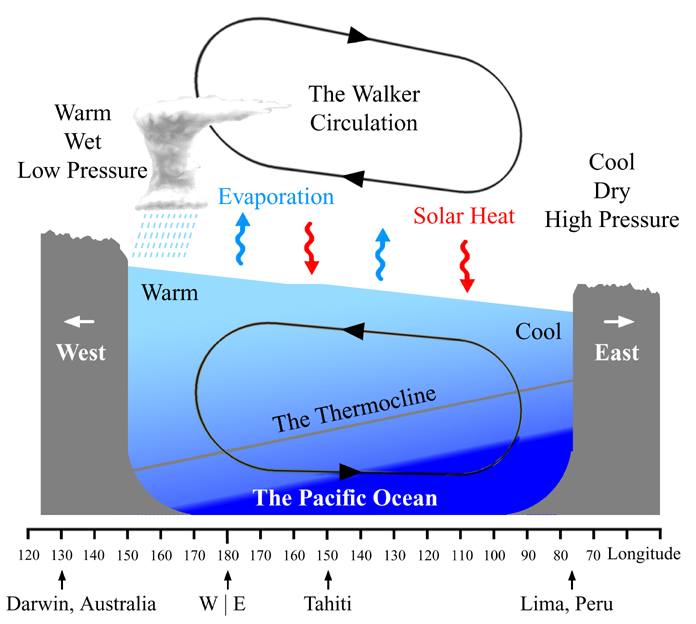
남방진동의 준평형 및 라니냐 단계의 도표. 워커 순환은 표면에서 동풍인 무역풍이 태양에 의해 가열된 해수와 공기를 서쪽으로 옮기는 형태로 나타난다. 서태평양은 동태평양에 비해 따듯하고, 습도가 높으며, 저기압을 띈다. 습도는 태풍이나 뇌우 등으로 방출된다. 해양의 수면은 이 현상으로 인해 서태평양에서 60 cm 가량 더 높다. 해수와 공기는 다시 냉각되고, 공기는 더 건조해진 채로 동태평양으로 돌아간다. 엘니뇨는 이 순환이 붕괴되어, 동태평양에 따듯한 해수와 습한 공기가 존재하는 상태이다.

워커 순환은 동태평양에 형성되는 고기압과, 서태평양 인도네시아에 형성되는 저기압에 따른 기압 경도력에 의해 발생한다. 인도양에서는 북반구의 여름에 서풍에 의해, 태평양과 대서양에서는 동풍에 의해 형성되며, 이로 인해 세 대양의 기온 구조는 극적인 비대칭을 보인다. 태평양과 대서양에서는 북반구의 여름에 동쪽 전반의 해수면 온도가 낮으나, 인도양에서는 서쪽에서만 온도가 낮다. 해수면 온도의 차이로 인해, 수온약층의 깊이에도 차이가 발생한다.
워커 순환의 변화는 지표면 온도의 변화와 맞추어 일어난다. 계절의 변화처럼 외부 요인도 있지만, 해양과 대기의 자체 피드백 효과도 있는데, 예를 들어 동풍이 불면 동쪽의 해수면 온도가 감소하므로 기온 차이가 증가해 바람의 세기가 강해진다. 이러한 변칙적 현상에 의해 적도에서의 용승이 촉진되어 수온약층이 상승한다. 만약 지구의 기후가 적도를 기준으로 대칭이었다면, 적도를 통과하는 바람은 없었을 것이며, 현재 관측되는 것과 비교해 냉각 현상이 약하고 구조 또한 달랐을 것이다.
엘니뇨가 일어나지 않는 시기에는, 워커 순환이 태양에 의해 가열된 해수와 공기를 무역풍을 통해 서쪽으로 이동시키는 형태로 나타나며, 페루와 에콰도르 해안에서 차갑고 영양 염류가 풍부한 해수를 표면으로 용승시켜, 어업량을 증가시킨다.
서태평양 지역은 동태평양에 비해 따듯하고, 습도가 높으며, 저기압을 띈다. 습도는 태풍이나 뇌우 등으로 방출된다. 워커 순환으로 인해, 서태평양의 수면은 동태평양에 비해 60 cm (24 in) 가량 더 높다.

## 해수면 온도 진동

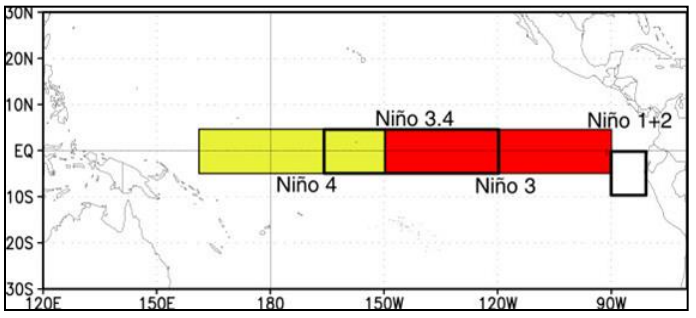
현재의 엘니뇨 남방진동 단계를 결정하기 위해 해수면 온도를 감시하고 있는 '니뇨 지역'.

미국 해양대기청에서는 대략 하와이에서 남동쪽으로 3,000 km 가량 떨어져 있는, 서경 120 ~ 170도, 너비 위도 5도만큼인 니뇨 3.4 지역을 감시하고 있다. 3달 간의 해수면 온도를 평균하여, 만약 해수면 온도가 해당 지역에서 평시의 0.5 °C 이상이면 엘니뇨, 0.5 °C 이하면 라니냐가 진행 중인 것으로 본다. 영국 기상청 또한 몇 달간의 평균을 계산하여 엘니뇨 남방진동 단계를 결정한다. 만약 이러한 가열 또는 냉각 상태가 7~9개월 동안만 지속되면, 엘니뇨/라니냐 '조건'으로, 그 이상 지속되면 엘니뇨/라니냐 '사건'으로 분류한다.

### 중립 단계

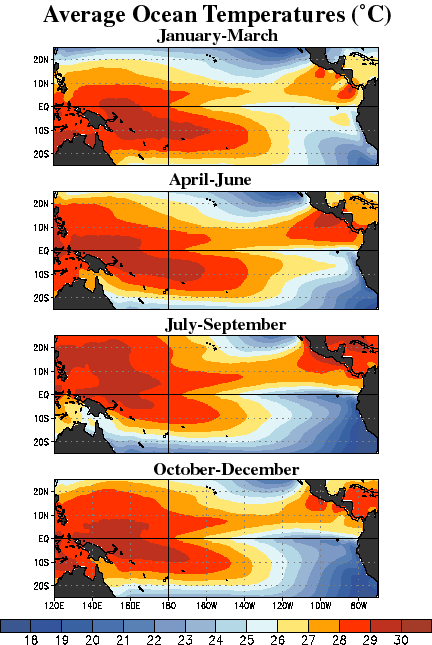
적도 부근 태평양의 평균 해수면 온도.

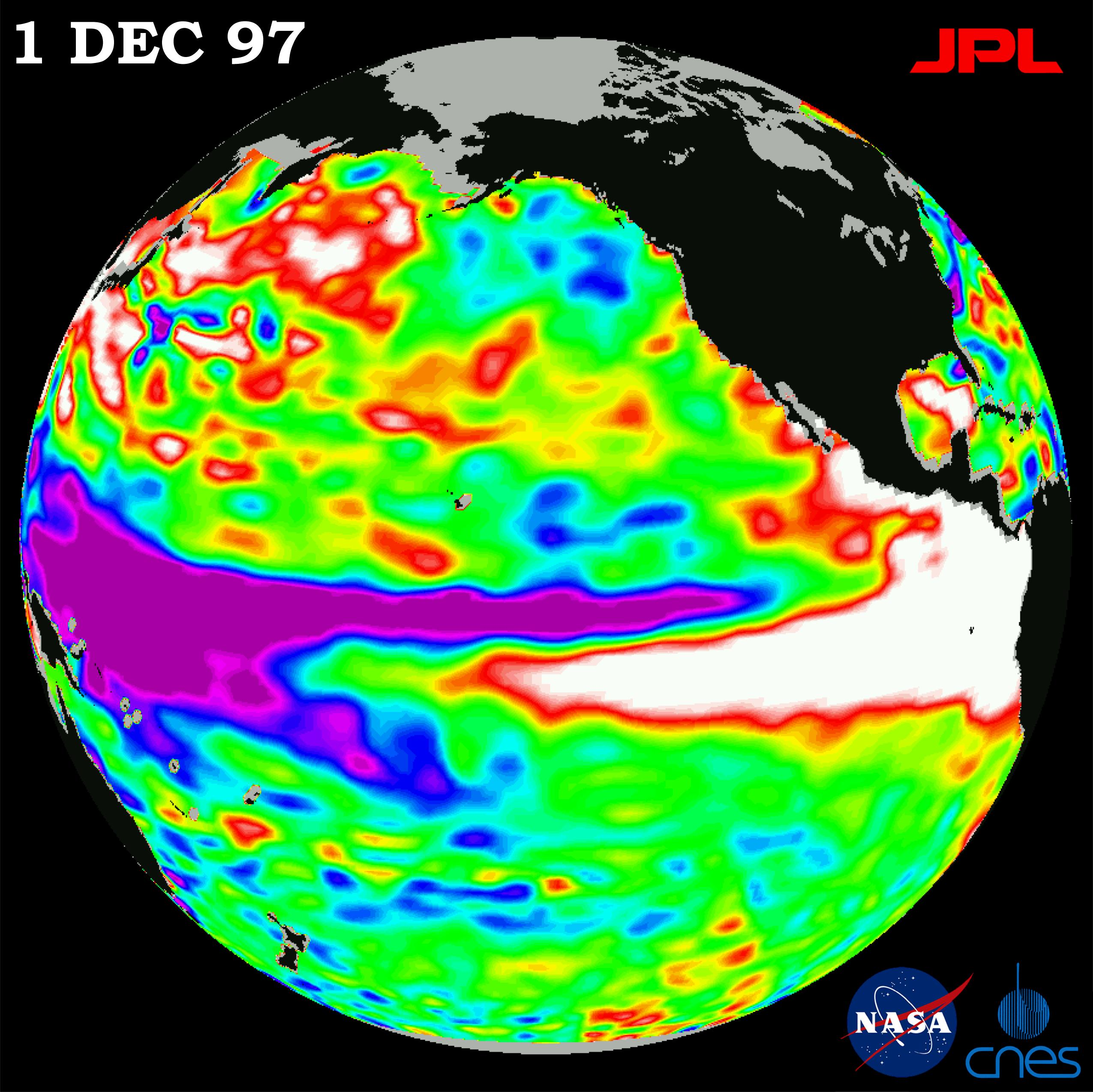
TOPEX/Poseidon이 관측한 1997년의 엘니뇨.

만약 기온 변화가 0.5 °C 이내라면 엘니뇨 남방진동 상태는 중립으로 본다. 중립 단계는 따듯한 단계와 차가운 단계 사이의 전이 단계이다. 중립 단계에서는 해수면 온도, 강수량, 풍향 및 풍속 등이 평균과 비슷하다. 관측 시 거의 반 정도는 중립 단계에 속한다. 중립 단계에서는 북대서양 진동이나 태평양-북아메리카 원격상관 패턴 등 다른 기후 변칙 현상이 더 큰 영향력을 보인다.

### 따뜻한 단계
워커 순환이 약해지거나 방향이 반전되면, 남아메리카 해안에 차가운 물이 거의 용승되지 않아 해수면 온도가 평시보다 따듯해지게 된다. 엘니뇨(스페인어: El niño)는 '어린 남자아이'라는 뜻으로, 대문자화하여 El Niño라고 쓰면 아기 예수를 가리키는 단어인데, 이는 해수면 온도가 상승하는 현상이 보통 크리스마스 시기에 발견되었기 때문이다. 엘니뇨가 발생하면 서태평양의 기압은 상승하게 된다. 엘니뇨 현상이 발생하는 이유는 아직 연구가 이루어지고 있다.

### 차가운 단계
워커 순환이 강해지면, 용승하는 해수의 양이 증가해 동태평양의 해수면 온도가 감소하게 된다. 라니냐(스페인어: La Niña)는 엘니뇨에 반대되는 해양-대기 현상으로, 더 넓은 엘니뇨 남방진동 기후 변동을 이룬다. 라니냐는 '어린 여자아이'라는 뜻으로, 이는 엘니뇨가 '어린 남자아이'를 뜻하는 것에서 유래하였다. 라니냐가 일어나면 동태평양의 수온은 평상시보다 3 ~ 5 °C 가량 낮아지게 된다. 국가마다 필요성에 맞게 엘니뇨와 시작 기준을 다르게 보는데, 대표적으로 대한민국 기상청은 니뇨 3.4 지역에서 평균 수온이 5개월 이상 평균치보다 0.5 °C 이상이나 이하이면 각각 엘니뇨와 라니냐로, 일본 기상청은 니뇨 3 지역에서 평균 수온이 6개월 이상 평균치보다 0.5 °C 이상이나 이하이면 각각 엘니뇨와 라니냐로 정의한다.

### 전이 단계
전이 단계는 엘니뇨나 라니냐가 시작되거나 끝나는 단계로, 원격상관에 의해 전 세계적으로 기상에 영향을 줄 수 있다. 흔히 이 현상을 전이 니뇨(Trans-Niño)라고 부르며, 전이 니뇨 지수 (TNI) 보관됨 2022-08-02 - 웨이백 머신로 측정하고 있다. 이 시기에는 대표적으로 미국 북서부에서 강수량이 증가하고, 북아메리카 인근에서 토네이도의 발생이 증가한다.

## 남방진동

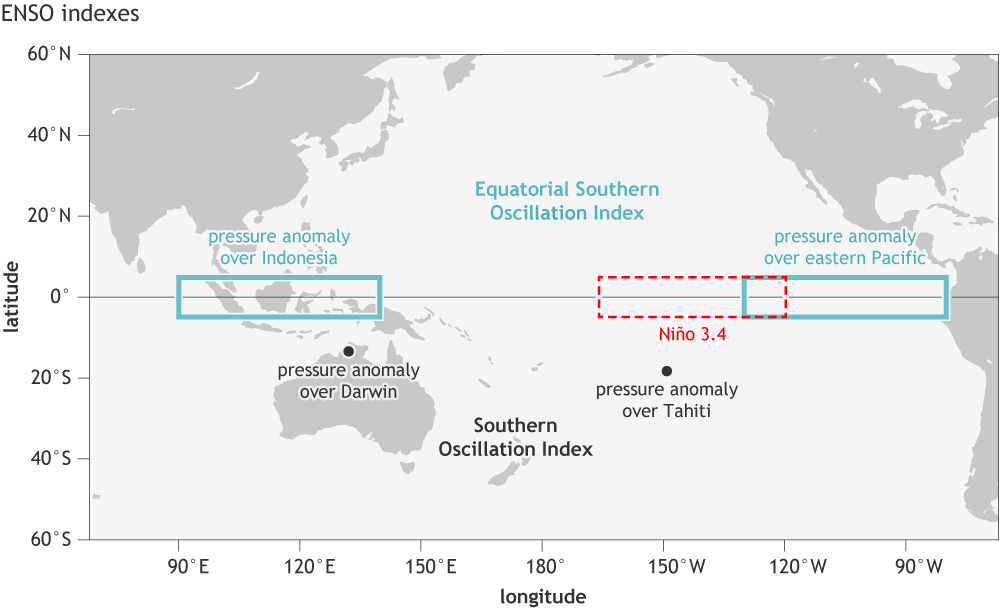
남방진동 지수를 계산하기 위해 기압이 측정되는 지점.

남방진동은 엘니뇨의 대기 부분으로, 동태평양과 서태평양의 표면 대기압 변화를 가리킨다. 남방진동의 세기는 남방진동 지수(Southern Oscillation Index, SOI)로 측정하는데, 남방진동 지수는 태평양의 타히티섬과 인도양의 다윈의 표면 대기압 차이를 토대로 계산한다.
- 엘니뇨 시에는 SOI 값이 음수이며, 이 때 타히티가 저기압이고 다윈이 고기압이 된다.
- 라니냐 시에는 SOI 값이 양수이며, 이 때 타히티가 고기압이고 다윈이 저기압이 된다.

따듯한 물 위에서 더 대류가 활발히 일어나기 때문에, 따듯한 물 위에서 저기압, 차가운 물 위에서 고기압이 형성되는 경향이 있다. 엘니뇨는 동태평양에 따듯한 물이 남아 있는 현상이므로, 태평양의 무역풍 세기가 감소하여 오스트레일리아 북부 및 동부의 강수량이 감소한다. 라니냐는 이와 반대로 동태평양에 차가운 물이 남아 있는 현상이므로, 태평양의 무역풍 세기가 증가하여 엘니뇨와 반대의 현상이 발생한다.
남방진동 지수는 기록이 1800년대까지 거슬러 올라간다는 장점이 있지만, 타히티섬과 다윈 모두 적도 남쪽에 위치하여 있다는 점에서, 두 지점의 기압 차이와 엘니뇨 남방진동과의 상호관계가 그리 크지 않다는 단점이 있다. 이를 극복하기 위해 1949년에 적도 남방진동 지수(Equatorial Southern Oscillation Index, EQSOI)를 새로 만들었는데, 이 지수는 인도네시아와 남아메리카 해안에 측정 지점을 하나씩 더 설치하여 기압을 측정한다.

## 매든-줄리언 진동

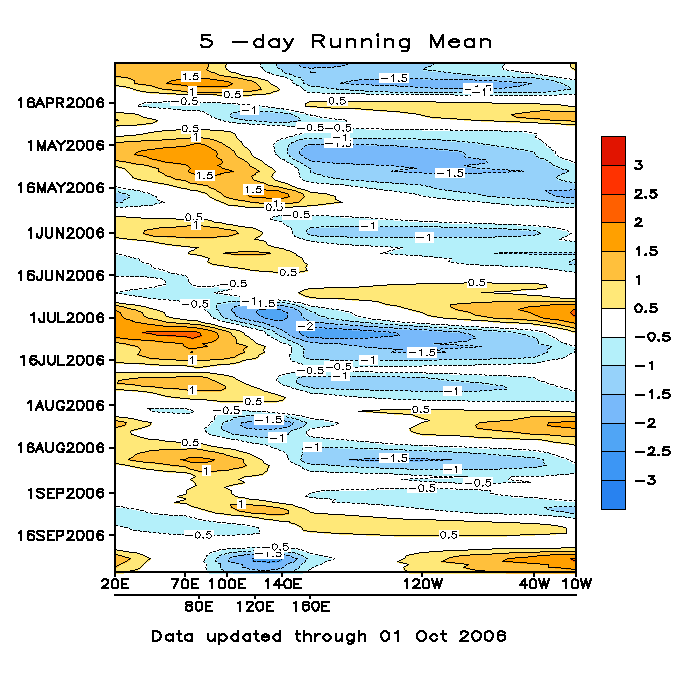
5일치를 평균내 표시한, 지구 복사선의 홉뮬러 선도로, 매든-줄리언 진동을 보여주고 있다. 도표의 시간은 위에서 아래로 갈수록 증가하므로, 왼쪽 위에서 오른쪽 아래로 가는 방향이 서쪽에서 동쪽으로 이동하는 방향이다.

매든-줄리언 진동은 1971년 미국 국립 대기 연구 센터의 로널드 매든과 폴 줄리언이 발견한, 한 계절 내 30 ~ 90일 간 발생하는 변동으로, 대기 순환 사이에 이루어지는 대규모 진동이다. 일정한 장소에서 발생하는 남방진동과 달리 매든-줄리언 진동은 약 14 ~ 29 km/h의 속도로 태평양과 인도양의 따뜻한 부분 위를 동쪽으로 이동하며, 이 과정에서 강우가 발생한다. 강우가 발생한 후에는 뇌우가 억제되는 건기가 따라온다. 각 주기는 약 30 ~ 60일 간 지속되는데, 이 때문에 매든-줄리언 진동을 30~60일 진동이나 계절 내 진동이라고 부르기도 한다.
매든-줄리언 진동은 강한 활동이 일어나다가, 진동이 없다시피한 기간이 따라오는 방식으로, 연간 변화가 심하다. 진동의 연간 변화는 엘니뇨 남방진동 주기와 일부 연관이 있는데, 보통 매든-줄리언 진동이 강하게 관측되면 6개월에서 12개월 후 엘니뇨가 발생하며, 엘니뇨 극대기에는 매든-줄리언 진동이 사라지고, 반대로 라니냐 시에는 진동이 강하게 발생한다. 매든-줄리언 진동은 엘니뇨와 라니냐의 형성을 촉진시킬 수는 있지만, 진동만으로 엘니뇨와 라니냐가 발생하지는 않는다. 다만, 1982년 7월 발생한 엘니뇨의 관측 결과는 같은 해 5월 말 매든-줄리언 진동에 의해 발생한 켈빈파의 반동으로 급격하게 형성되었음을 나타내고 있다. 또한, 매든-줄리언 진동과, 엘니뇨 남방진동의 구조에 변화가 발생하면 기상에 상당한 변화가 있을 것으로 보이는데, 예를 들어 매든-줄리언 진동과 관련된 서풍은 엘니뇨의 발달 시기 때 강해지며, 반대로 진동이 약해 동풍이 불면 라니냐가 발달한다.

## 영향

### 강우

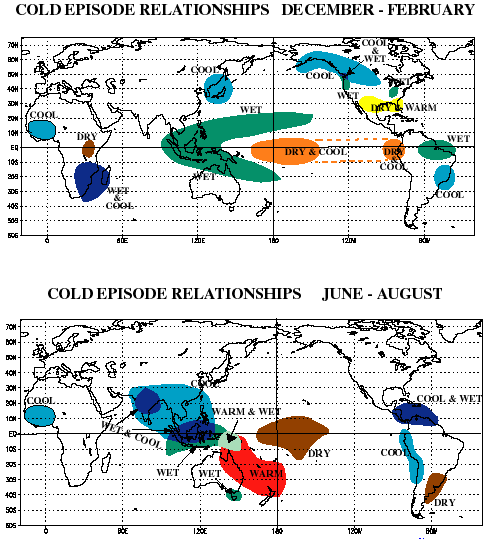
라니냐의 지역별 영향.

산업 대부분을 농업이나 수산업에 의존하는, 태평양 연안의 개발도상국이 엘니뇨 남방진동의 영향을 가장 크게 받는다. 엘니뇨가 발생하면 남아메리카에서는 4월부터 10월까지 페루와 에콰도르의 날씨를 매우 덥고 습하게 만들며, 엘니뇨의 강도가 강해지면 대규모 홍수가 발생한다. 라니냐가 발생하면 말레이시아, 필리핀, 인도네시아 등 동남아시아 지역의 해수면 온도를 떨어트려 이 지역에 대규모 폭우가 내린다.
알래스카 등 북극 지방에서는 라니냐 발생 시 평상시보다 더 건조하지만, 엘니뇨 발생 시에는 특별히 건조하거나 습하지 않다. 엘니뇨가 발생하면 폭풍우 경로가 더 남쪽으로 치우치기 때문에, 캘리포니아의 강우량이 증가하며, 반대로 라니냐가 발생하면 폭풍우 경로가 북쪽으로 치우쳐 북서태평양의 강우량이 증가하며, 미국 중부의 여름은 건조하고 겨울은 습하게 변한다. 엘니뇨가 발생하면 북극 제트류의 세기가 강해지며, 남쪽으로 치우치게 되어, 멕시코만의 강우량이 증가한다.
엘니뇨가 발생하면 하와이에서는 늦겨울부터 봄까지 평상시보다 더 건조하며, 괌도 똑같이 엘니뇨 시 습도가 낮은 날씨를 보이나, 열대 저기압의 위험은 평상시보다 세 배 이상 높고, 강한 집중호우가 발생하기도 한다. 아메리칸사모아에서는 엘니뇨 시의 습도는 평상시보다 10% 높고, 라니냐 시는 10% 낮다. 푸에르토리코의 강수량도 엘니뇨와 관련이 있다. 라니냐 발생 시 북아메리카 태평양 해안가와 오대호 서부의 강설량이 증가한다. 서아시아에서는 우기인 11월부터 4월 간에, 만약 엘니뇨가 발생했다면 강수량이 증가하며, 라니냐가 발생했다면 강수량이 감소하는 현상이 있다.
엘니뇨 남방진동과 강수량은 많은 관련이 있지만, 심각한 인명 피해까지 진행되지는 않는다. 마이크 데이비스는 19세기 말 인도와 중국에서 발생한 홍수가 엘니뇨 남방진동에 의한 것이라고 추정하였지만, 기관 차원의 대비와 체계적 구호 조치를 통해 대규모 기근을 막았다고 주장하였다.

### 테완테페세르
멕시코와 과테말라 사이의 고산 지대를 통과하는 강한 바람인 테완테페세르는 한랭전선이 전진하며 바람을 테우안테펙 지협으로 보내 바람이 가속되며 발생한다. 테완테페세르는 한랭전선이 발달함에 따라 형성되므로, 겨울인 10월부터 2월 사이에 형성된다. 엘니뇨가 발생하면 겨울에 한랭전선의 침입이 더 활발해지므로, 테완테페세르의 바람 세기는 라니냐보다 엘니뇨 시 더 강하다. 테완테페세르의 바람 방향은 북풍에서 북동풍이며, 속도는 보통 40 ~ 80 km/h이며, 100 km/h에 이르기도 한다. 테완테페세르로 인해 국부적으로 무역풍이 가속되며, 적도 수렴대와 닿으면 뇌우 활동이 활발해진다. 이 효과의 지속 시간은 몇 시간에서 6일 사이이다.

### 지구 온난화

전체적 지구 온난화에 비교하여, 엘니뇨(빨강, 지역적 가열)와 라니냐(파랑, 지역적 냉각)을 나타낸 도표.

엘니뇨는 약 1년 간 단기적으로 지구의 평균 표면 온도를 높이며, 라니냐는 이와 반대로 평균 표면 온도를 낮춘다. 이 때문에, 엘니뇨와 라니냐 간의 발생 빈도에 따라 지구의 표면 온도 증가율에 영향을 끼칠 수 있다. 비록 엘니뇨 남방진동의 변화를 관찰하기 위해서는 더 오랜 관측이 필요하다고 보고 있지만, 지난 수십 년 간 엘니뇨의 발생 횟수는 증가하였고, 라니냐의 발생 횟수는 감소하는 경향을 띄고 있다.
역사 기록을 연구한 결과에 따르면, 최근의 엘니뇨 현상의 변화는 지구 온난화로 인해 발생한 것으로 보고 있다. 예를 들어, 한 연구 결과에 따르면, 엘니뇨 남방진동에서 보이는 장기적인 증가 효과를 제외하고도 지난 50년 간 관측된 엘니뇨 남방진동의 변동성은 60% 가량 증가하였다.
이론에 따라 추정이 다르기 때문에, 엘니뇨 남방진동의 추후 방향성은 불분명하다. 일부에서는 엘니뇨가 강해지는 현상은 온난화 초기에만 발생하고, 대양의 하층부까지 따듯해진 이후에는 엘니뇨 현상이 약해질 것이라고도 보며, 또 일부에서는 엘니뇨 현상을 안정시키는 힘과 불안시키는 힘이 결과적으로 상쇄될 것이라고도 본다. 엘니뇨 남방진동은 지구 기후의 티핑 포인트가 될 가능성이 있다고 여겨지며, 원격상관을 통해 지구 온난화 하에서 국부적으로 극단적인 기후 변화가 일어날 가능성도 있다. 예를 들어, 엘니뇨의 빈도 및 세기 증가로 인해, 워커 순환에 변화가 일어나, 인도양 전체의 평균 온도가 증가하는 현상이 발생하였으며, 인도양이 급격하게 가열되며 동남아시아의 계절풍이 약해졌다.

### 산호 백화
1997년~1998년 엘니뇨 사건 이후, 태평양 해양 환경 실험실은 수온 상승으로 인한 대규모 산호 백화가 발생했다고 보고하였다.

### 열대 저기압
폭풍누적에너지의 관측 기록에 따르면, 엘니뇨가 발생할 경우 대서양의 허리케인 활동은 감소하지만, 태평양의 사이클론 활동이 증가한다. 라니냐가 발생할 경우 이 현상은 반대가 된다.

## 다양성
통상적인 엘니뇨 남방진동은 동태평양의 해수면 온도 변화와 관련이 있다. 하지만 1990년대와 2000년대, 일반적인 온도 변화 지역(니뇨 1 및 니뇨 2)의 온도는 그대로이나, 중태평양(니뇨 3.4)의 온도만 상승하는 현상이 관측되었는데, 이 현상을 중태평양 엘니뇨 남방진동(CP ENSO), 날짜 변경선 엘니뇨 남방진동, 모도키→(일본어) 비슷하다 엘니뇨 남방진동이라고 부른다. 여기에 또 다른 엘니뇨 남방진동의 형태도 여럿 존재하며, 연구자 일부는 엘니뇨 남방진동 자체가 여러 유형이 결합되어 나타나는 연속적인 현상이라고 보기도 한다.
중태평양 엘니뇨 남방진동의 영향은 일반적인 엘니뇨 남방진동의 영향과 다르다. 중태평양 엘니뇨가 발생하면 대서양의 허리케인이 육지에 도달하는 빈도가 늘어나며, 중태평양 라니냐가 발생하면 오스트레일리아 북서부와 머레이 달링 분지의 강수량이 증가하고, 벵골만의 열대 저기압 빈도는 늘어나지만 인도양 전체의 폭풍 빈도는 감소한다.
모도키 엘니뇨 남방진동이 최근 발견되었기 때문에, 과학자 일부는 지구 온난화와 연관짓기도 하지만, 가장 오래 된 인공위성 자료가 1979년밖에 되지 않기 때문에 아직 확실한 상관 관계가 밝혀지지는 않았다. 현재까지 기후 변화가 엘니뇨 남방진동에 끼치는 영향에 대한 정설은 존재하지 않는다.
또한 이 엘니뇨 남방진동 형태가 정말 존재하는 것인지에 대한 논쟁도 있다. 대표적인 반론으로는 이러한 경향성을 분석하기에는 기록이 너무 짧다는 것이나, 다른 통계학적 분석법을 적용하면 추세가 나타나지 않는다는 것이나, 엘니뇨 남방진동을 단순히 일반적인 형태와 격렬한 형태로만 구분해야 한다는 주장이 있다. 일부 연구에서는 엘니뇨 남방진동이 따듯한 단계와 차가운 단계가 번갈아 나타나는 점을 고려하며, 라니냐에 대해서는 이러한 구분이 관측되지 않는다는 점을 지적하나, 또 다른 연구에서는 중태평양만 해수면 온도가 낮아, 일반적인 라니냐와 해류가 반대로 흐르는 현상이 관측된다고 주장한다.

## 고기후 기록
고기후 기록에는 엘니뇨 남방진동과 유사하지만 발동 조건, 피드백 효과, 환경적 반응 등이 다른 사건 여럿이 기록되어 있다.
| 시대         | 연도 / 위치 / 기록 방식                                              | 설명 |
| ------------ | -------------------------------------------------------------------- | --- |
| 홀로세       | 4150년 전 / 바누아투 / 산호 코어                                     | 바누아투에서의 산호 백화 기록에 수온약층의 천수 효과가 기록되어 있다. Sr/Ca 및 U/Ca 비율을 기반으로 계산한 온도 변화에 따르면 홀로세 중기에, 보통 차가운 (라니냐) 지역에서 생기는 고기압성 환류가 강한 온난 사건(엘니뇨)으로 인해 끊겼으며, 산호 백화도 이 시기에 발생한 것으로 추정하고 있다.                           |
| 홀로세       | 12000년 전 / 에콰도르 / 해양 퇴적물 코어에 포함된 꽃가루             | 꽃가루 기록에 따르면 습도 변화가 발생했는데, 이는 적도 수렴대의 위치 변화와 훔볼트 해류의 최대 북상 위도와 관련이 있어 보이며, 두 수치 모두 엘니뇨 남방진동의 주기와 진폭에 상관되어 있다. 퇴적물 코어에는 엘니뇨 남방진동의 세 단계 모두에서 받은 영향이 나타나 있다.                                                   |
| 홀로세       | 12000년 전 / 에콰도르 / 퇴적물 코어                                  | 코어에는 2~8년 주기로 발생한 온난한 사건이 기록되어 있는데, 홀로세 내내 빈도수는 증가하는 추세를 보이다가 1200년 전부터 감소하였다. 일사량의 차이로 인해 발생한 것으로 보이는, 엘니뇨 남방진동의 고저 주기도 관찰할 수 있다.                                                                                             |
| 마지막 빙기  | 45000년 전 / 오스트레일리아 / 토탄 코어                              | 오스트레일리아에서 채취한 코어에는, 단스가드-오슈가 사건과 관련하여, 온난한 시기(엘니뇨)와 관련된 건조한 시기가 보이며, 대서양과의 연관 관계는 밝혀지지 않았지만, 일사량의 변화가 태평양과 대서양 모두에 영향을 주고, 둘 중에서는 태평양이 장기적으로 더 큰 영향을 받는다고 추정하고 있다.                               |
| 플라이스토세 | 24만 년 전/ 인도양 및 태평양 / 심해 코어 9개에서 나온 석회비늘편모류 | 인도양과 태평양 적도 부근에서 채취한 심해 코어 9개에, 수온약층의 변화와 관련이 있는, 빙하기 및 간빙기와 세차 주기(23000년)에 따른 변화가 기록되어 있으며, 적도 지방이 일사량 변화에 제일 먼저 반응하는 지역일 가능성도 암시되어 있다.                                                                                    |
| 플리오세     | 280만 년 전 / 스페인 / 저위이탄 적층 퇴적물 코어                     | 퇴적물 코어에는 밝은 층과 어두운 층이 있는데, 각각 생산량이 많아지거나 적어지는 여름과 가을을 가리킨다. 코어에는 각각 12년, 6~7년, 2~3년 주기를 보이는 두꺼운 층과 얇은 층이 있는데, 각각 엘니뇨 남방진동, 북대서양 진동, 준격년 진동과 관련이 있으며, 흑점의 주기와 관련하여 일사량의 변화도 영향을 끼칠 것으로 보인다. |
| 플리오세     | 530만 년 전 / 적도 태평양 / 심해 코어의 유공충                       | ODP 847 및 806 지점에서 채취한 심해 코어에는 플리오세에 엘니뇨와 비슷한, 따듯한 시기가 지속되었음이 나타나 있는데, 이는 열대가 아닌 지역의 평균 기후 자체가 달랐거나, 저기압성 니뇨로 인해 바다에서의 열 전달 과정이 달랐음을 시사한다.                                                                                  |
| 마이오세     | 592만 ~ 532만 년 전 / 이탈리아 / 증발암 점층의 두께                  | 지중해와 가까운 연층에는 엘니뇨 남방진동의 주기와 비슷한 2~7년 주기가 나타나 있는데, 시뮬레이션 결과에서는 이 주기가 북대서양 진동보다 엘니뇨 남방진동과의 관련이 더 크며, 온도 편차가 작아 엘니뇨 남방진동과 지중해 사이에는 강한 원격상관이 있음이 나타났다.                                                           |

## 같이 보기
- 북극진동